# Kľúčovec
Kľúčovec este o comună slovacă, aflată în districtul Dunajská Streda din regiunea Trnava, pe malul râului Q29054635⁠(d). Localitatea se află la altitudinea de 110 m deasupra n.m., se întinde pe o suprafață de 12,71 km2 și în 2017 număra 363 de locuitori. Se învecinează cu Čiližská Radvaň, Číčov, Nagybajcs și Medveďov.

## Istoric
Localitatea Kľúčovec este atestată documentar din 1252.

## Demografie
| An:                | 1994 | 2004   | 2014   | 2024   |
| ------------------ | ---- | ------ | ------ | ------ |
| Număr de persoane: | 359  | 387    | 365    | 345    |
| Diferență:         |      | +7,79% | −5,68% | −5,47% |

| An:                | 2023 | 2024   |
| ------------------ | ---- | ------ |
| Număr de persoane: | 348  | 345    |
| Diferență:         |      | −0,86% |